# Jan Špork
Jan Antonín Špork, původně Johann Sporck nebo též Sporgk či Spörkhen, později říšský hrabě s českým inkolátem Johann von Sporck (1595 či 1597 Westerloh, Delbrück – 6. srpna 1679 Heřmanův Městec) byl německo-český šlechtic, generál jezdectva habsburských vojsk, rakouský maršál a otec významného českého mecenáše, hraběte Františka Antonína Šporka.

## Život
Pocházel z neurozených selských poměrů v obci Westerloh na historickém území Vestfálska, která se ve 20. století stala jednou z částí města Delbrück v okrese Paderborn v německé spolkové zemi Severní Porýní-Vestfálsko.

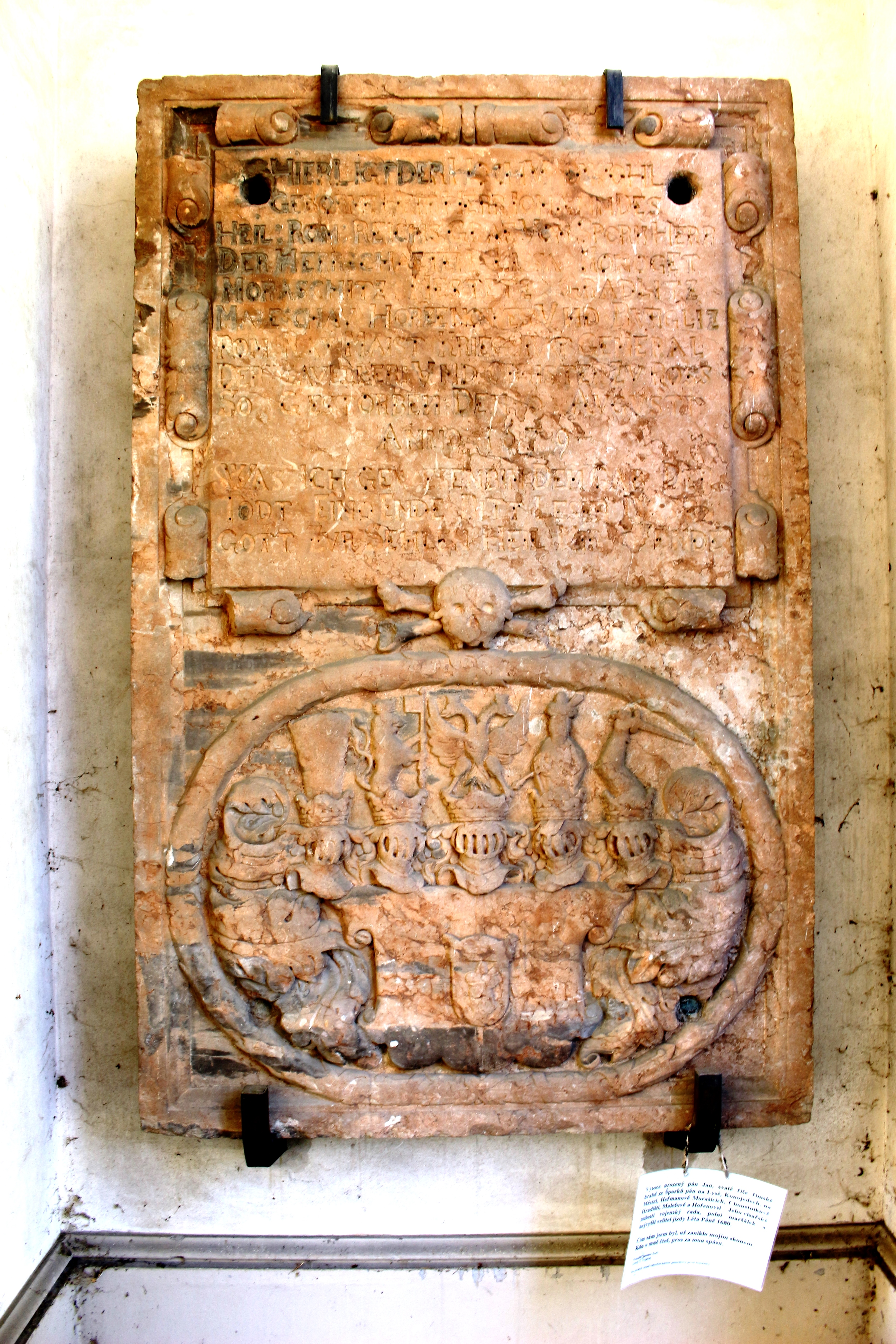
Náhrobní kámen z původního Šporkova hrobu v Lysé nad Labem

V souvislosti s datem narození Jana Šporka se objevují rozdílné informace. V některých zdrojích, včetně Ottova slovníku naučného, je uváděn rok 1597, zatímco jiné zdroje, včetně nápisu na jeho památníků v Delbrücku, uvádějí rok narození 1595.
Jan Špork jako mladík vstoupil do armády bavorského vévody Maxmiliána, v jehož vojsku bojoval i roku 1620 v bitvě na Bílé hoře proti Čechům. V bavorských a později v císařských habsburských službách se zúčastnil mnoha bitev třicetileté války. 

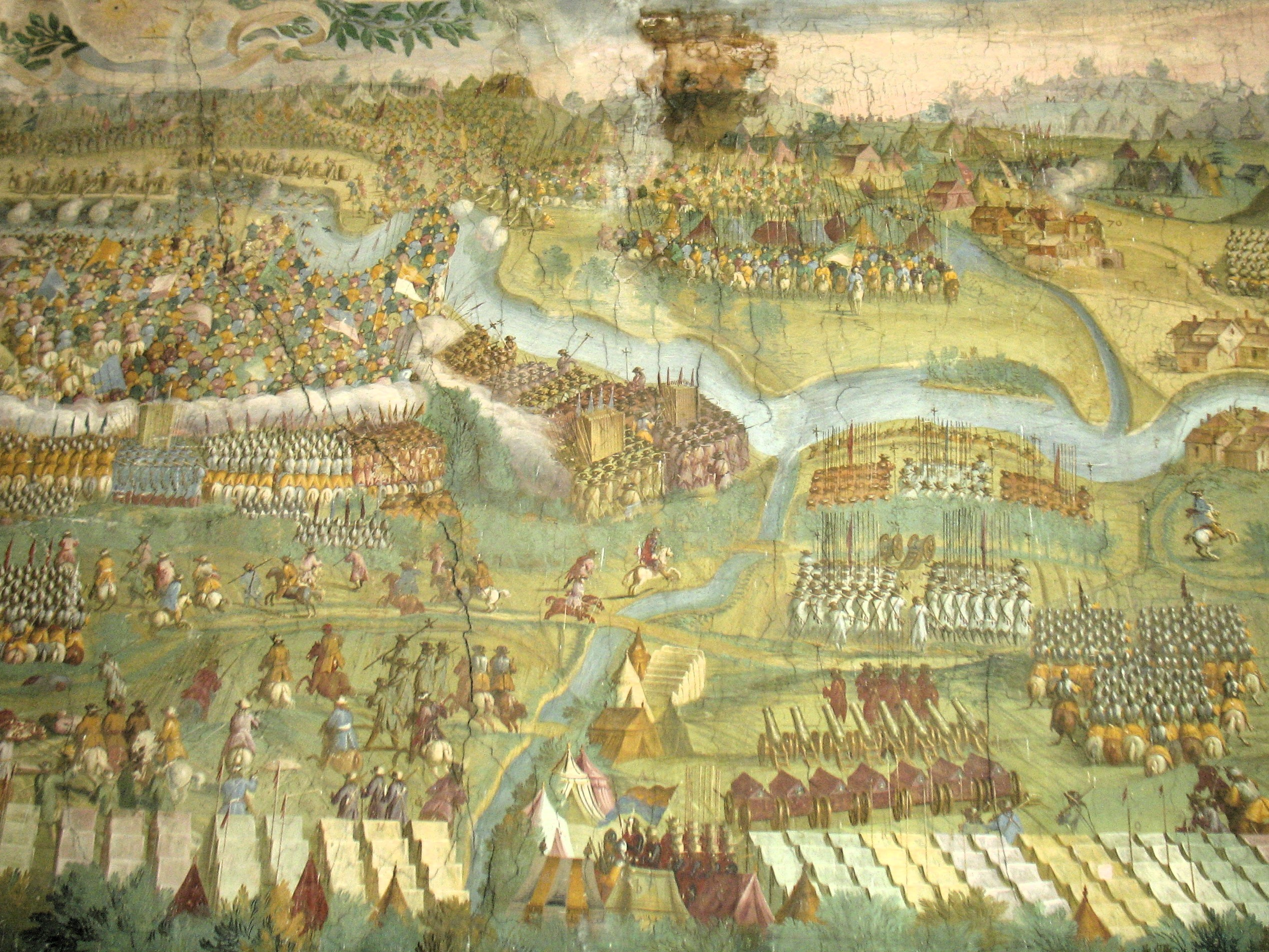
Vyobrazení bitvy u Mogersdorfu (Sv. Gotthardu) v sále zámku v Lysé nad Labem (detail)

V císařských službách se velmi zasloužil o vítězství nad Turky a jeho zásluhy byly oceněny zprvu povýšením na velitele jízdy, dále na generála a později šlechtickým titulem říšského hraběte. Někdy se mu i jeho synovi šlechtici starých rodů vysmívali, že je „šlechtic-sedlák“. Když měl po svém povýšení zaplatit císaři obvyklý poplatek, odmítl jej zaplatit se slovy, že „darovaného hraběte nekupuje a kupovaného nechce“.
Za třicetileté války skoupil velké množství českých statků (konfiskátů), další statky získal od císaře za své zásluhy darem. Vlastnil statky a zámky v Lysé nad Labem, Konojedech, Heřmanově Městci, Morašicích, Choustníkově Hradišti, Vřešťově, Malešově a Hořiněvsi.. Stal se jedním z nejbohatších feudálů v Českém království. Svému synovi tedy poskytl velmi dobré podmínky pro jeho mecenášskou činnost. Závistníci té doby mu zazlívali nejen bohatství, ale i strmou kariéru (prý se vyšvihl z pasáčka ovcí či sviní do panského stavu). Neměli ho rádi ani poddaní, kteří ho v lidových pověstech obvinili z čarodějnictví a spolků s ďáblem.
Později bojoval v Polsku proti Švédům a v Uhrách proti Turkům i uherským povstalcům kurucům. Proslul vojevůdcovskými schopnostmi, ale i hrabivostí a krutostí (např. když roku 1672 dobyl Oravský hrad, ovládnutý povstalci pod vedením Gašpara Piky, nechal následně Piku a dalších 24 povstalců narazit na kůl).

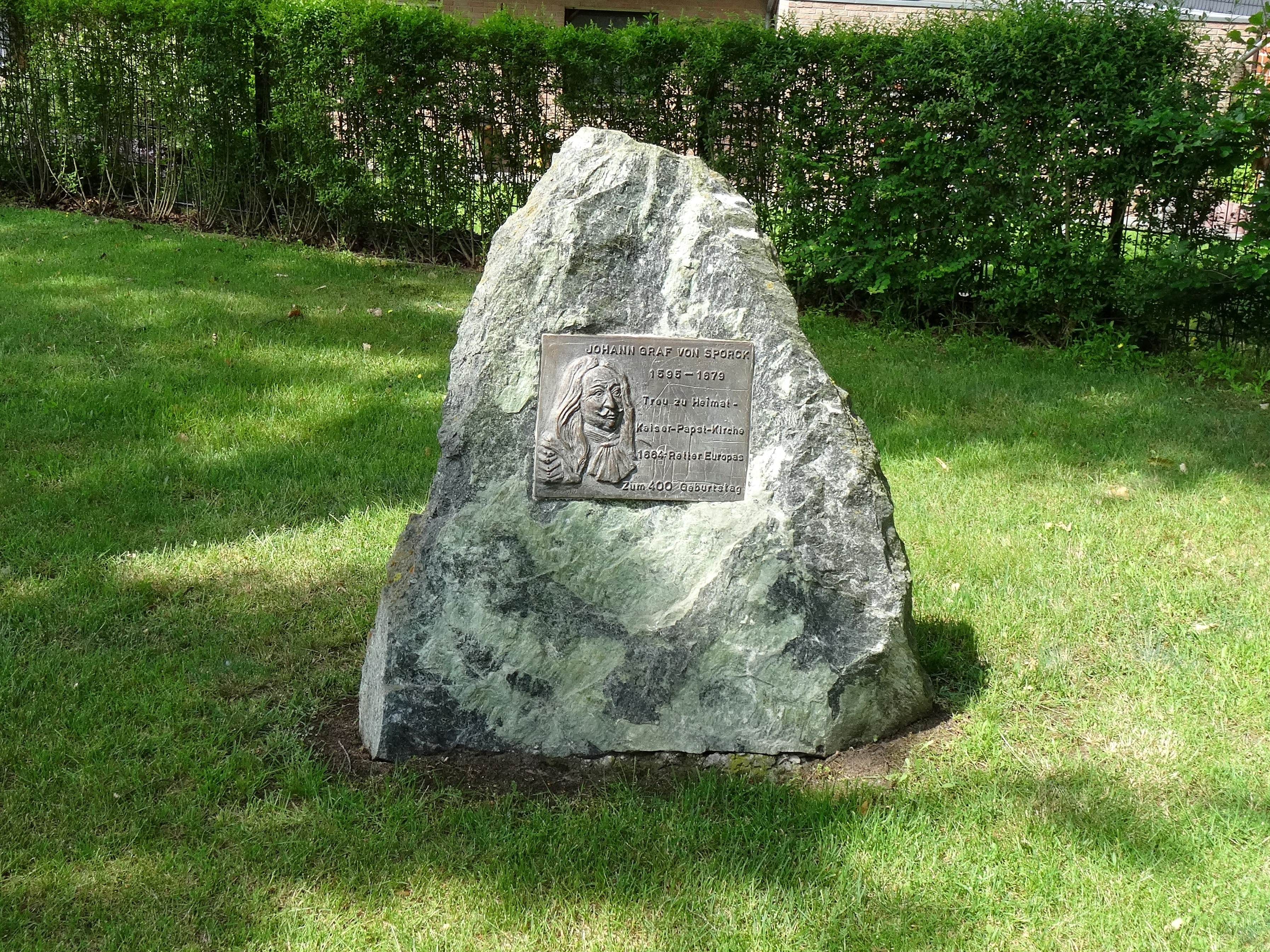
Památník v Delbrücku, odhalený v roce 1995 k údajnému 400. výročí narození Jana Šporka

Zemřel roku 1679 na svém zámku v Heřmanově Městci a byl pohřben v Lysé nad Labem ve starém kostele sv. Jana Křtitele, který zanikl v 19. století. František Antonín Špork nechal 4. dubna 1712 přenést ostatky svého otce z Lysé do rodinné krypty pod dosud nedokončeným a nevysvěceným kostelem Nejsvětější Trojice v Kuksu.

## Rodina
Jan Špork byl dvakrát ženatý. Poprvé s Annou Markétou z Linsingenu, podruhé s Eleonorou Marií Kateřinou z Finecku, se kterou měl dva syny, výše zmíněného Františka Antonína a Ferdinanda Leopolda, a dvě dcery, Marii Sabinu a Annu Kateřinu.